# Iain Jensen
Iain Valjean Jensen (Belmont, 23 maggio 1988) è un velista australiano.
Ha vinto la medaglia d'oro alle Olimpiadi di Londra 2012 nella specialità 49er.
Inoltre ha vinto tre medaglie d'oro mondiali (2009, 2011 e 2012), due medaglie d'argento mondiali (entrambe nel 2010) e tre medaglie di bronzo mondiali (2009, 2012 e 2014) in diverse categorie.